# Leucania adjuta
Leucania adjuta là một loài bướm đêm trong họ Noctuidae.